# بهيجة المهدي
بهيجة المهدي (8 أغسطس 1911 -)، ممثلة مصرية من أصل يهودي. ولدت في مدينة الاسكندرية، وعملت في بداية حياتها في مجال المسرح، ثم اكتشفها المخرج توجو مزراحي، فقدمها للسينما من خلال فيلم (الترجمان) مع الفنان شالوم، كما كونت من خلال السينما ثنائيًا فنيًا مع الفنان الراحل علي الكسار، وقدمت معه أفلام (الساعة 7، خفير الدرك، سلفني 3 جنيه) ابتعدت عن المجال الفني منذ عام 1940، كما تركت مصر بعد حرب 1948 دون أن تخلف وراءها أي معلومات عن المكان الذي هاجرت إليه.

## حياتها
بعدما نجحت أولى «دويتوهات» السينما المصرية «المعلم بحبح وزوجته أم أحمد»، واللذين جسداهما الفنان فوزي الجزايرلي وابنته إحسان، قدم نجم الكوميديا الأسمر علي الكسار «دويتو» أكثر نجاحًا مع كل من بهيجة المهدي وزكية إبراهيم.
بهيجة اعتادت تقديم شخصية زوجة الكسار التي تعشقه بشدة وتحاول إنهاء الصراع الدائر والمستمر بينه وبين والدتها زكية، فاشتهرت بهذا الدور بين الجمهور وأصبحت أحد عناصر أفلام الكسار الأساسية؛ حتى أن ما يقرب من نصف أعمالها السينمائية قدمتها معه وحظيت في الغالب بدور الزوجة.
والفنانة المصرية من مواليد الإسكندرية لأسرة يهودية، واسمها الحقيقي هنريت كوهين، وكانت بدايتها مع المسرح إلى أن رآها توجو مزراحي فقدمها في فيلم «شالوم الترجمان» مع شالوم عام 1935، ولكنها سريعًا ما تألقت بقوة مع علي الكسار بدءً من «خفير الدرك» ومرورًا بـ«الساعة 7» و«سلفني 3 جنيه»، حتى كان آخر أفلامها «أصحاب العقول» مع بشارة واكيم وسليمان نجيب.
ومنذ عام 1940 ابتعدت بهيجة عن الأضواء إلى أن اختفت تمامًا بعد حرب 1948؛ حيث استقرت في اسرائيل وتعيش حاليًا مع أحفادها هناك.

## وفاتها
في سنة 1974 فقدت بهيجة المهدي عقلها وأصيبت بالجنون، لتعمد بشكل صادم إلى قتل زوجها وابنتها ووالدتها بالرصاص، وبعد القبض عليها واكتشاف مرضها جرى نقلها إلى أحد منتجعات الصحة النفسية والعقلية في كاليفورنيا وحجزها في عنبر المرضى الخطرين حتى توفيت داخله بشكل مأساوي سنة 1979 وصودرت معظم ممتلكاتها وحساباتها بالبنوك.

## افلامها
- اصحاب العقول (1940)
- سلفني 3 جنيه (1939)
- عثمان وعلى (1938) ...ياسمينه
- يوم المنى (1938)
- التلغراف (1938)
- أنا طبعى كده (1938)
- الساعة 7 (1937)
- غفير الدَّرك (1936)
- شالوم الترجمان (1935)

## روابط خارجية
- بهيجة المهدي على موقع IMDb (الإنجليزية)
- بهيجة المهدي على موقع الدهليز
- بهيجة المهدي على موقع قاعدة بيانات الأفلام العربية
- بهيجة المهدي على موقع قاعدة بيانات الفيلم (الإنجليزية)